# جوناثان سيلفا فييرا
جوناثان سيلفا فييرا هو لاعب كرة قدم برازيلي في مركز الدفاع، ولد في 3 مارس 1998 في جابيري في البرازيل. لعب مع نادي ألميريا.

## وصلات خارجية
- جوناثان سيلفا فييرا على موقع قاعدة بيانات كرة القدم.إي يو (الإنجليزية)
- جوناثان سيلفا فييرا على موقع Soccerway.com (الإنجليزية)